# ロイヤルバス
株式会社ロイヤルバスは、福岡県福岡市に本社を置き、一般乗合旅客自動車運送事業、一般貸切旅客自動車運送事業を行うバス事業者である。
大阪市の旅行会社・株式会社ロイヤルホリデーがツアーバス「ロイヤルエクスプレス」を運行する事業者として設立したものであるが、2016年に事業譲渡が行われ、福岡市を中心に企業向け出張手配などを手がけるハーツエージェントプロモーション（株式会社HEARTS傘下）への事業譲渡が行われ、現在は同社傘下で「ロイヤルエクスプレス」「ハーツエクスプレス」のブランド名で高速バス等の運行を手がける。一般社団法人日本バス協会・福岡県バス協会加盟。
かつては熊本市南区に熊本営業所、大阪府豊中市に大阪営業所を置いており、熊本営業所は運行委託事業者であったエポック観光（現・ANYヨシクニ観光）熊本営業所を継承したものであった。

## 沿革
- 2001年8月 - 大阪市北区にて旅行会社の株式会社ロイヤルホリデーを設立。
- 2012年5月 - ロイヤルホリデーの子会社としてロイヤルバス設立。
- 2012年8月29日 - ロイヤルバスが一般貸切旅客自動車運送事業認可を取得。エポック観光熊本営業所を引継。
- 2013年4月10日 - ロイヤルバス榎田車庫設置。
- 2013年8月1日 - 従来運行していた主催のツアーバス「ロイヤルエクスプレス」を乗合化。
- 2014年8月1日 - 熊本-ユニバーサル・スタジオ・ジャパン線開設。
- 2016年7月16日 - 熊本-福岡線開設。[1]
- 2016年10月 - ロイヤルホリデー傘下を離れ、株式会社HEARTS傘下となる。
- 2017年3月31日 - 福岡-東京線休止。
- 2023年3月1日 - 大阪-福岡線「HEARTS・博多特急ニュースター号」運行開始。大阪バスとの共同運行。

## 運行路線

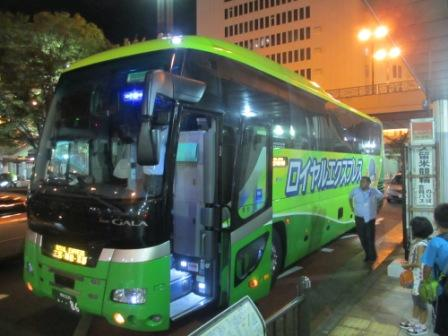
西鉄久留米駅東口停留所で客扱中のロイヤルバス

### 高速バス
以下の3路線を運行している。
名古屋 ⇔ 広島 ⇔ 北九州（小倉） ⇔ 福岡 「ロイヤルエクスプレス」
名古屋南ささしまライブ(降車のみ)/名古屋駅西口(乗車のみ) - 高速金山(乗車のみ) - 広島駅南口(セブンイレブン広島松原町店前) - 小倉駅新幹線口KMMビル東 - HEARTSバスステーション博多
夜行1往復運行。トイレ付き独立3列シート車を使用する。多客期には4列シート車の続行便が運行されることがある。
名古屋駅 - 金山間を除きどの発着地相互間でも利用可能で、夜行ながら現在は小倉 - 福岡間のみの利用も可能となっている。
大阪（難波・梅田・USJ）・神戸（三宮） ⇔ 広島 ⇔ 北九州・福岡 「ハーツエクスプレス」
さくらバスフロア難波 - WILLERバスターミナル大阪梅田 - USJ - 神戸三宮 - 小倉駅新幹線口KMMビル東 - HEARTSバスステーション博多
夜行1往復運行（多客期のみ運行）。トイレなし4列シート車を使用する。
大阪 ⇔ 福岡 「HEARTS・博多特急ニュースター号」
大阪駅桜橋口 - HEARTSバスステーション博多
夜行1往復運行（大阪バス担当便は毎日、自社便は特定日のみ運行）。大阪バス担当便はトイレ付き3列独立シート車、自社便はトイレなし4列シート車を使用する。

以下は乗合バスとして運行開始後に廃止・休止となった路線。
東京（東京駅・新宿） ⇔ 北九州・福岡
東京駅鍛冶橋駐車場 - バスタ新宿 - 小倉駅新幹線口KMMビル東 - 博多駅筑紫口（合同庁舎前） - 榎田ロイヤルバス車庫
夜行1往復運行。トイレ付き独立3列シートの車両を使用。
2016年夏より多客期のみの運行となり、2017年3月末（福岡発3月30日、東京発3月31日）限りで運休。
福岡 ⇔ 熊本
榎田ロイヤルバス車庫 - キャナルシティ博多 - 辛島町ドーミーインホテル前 - 熊本駅前 - 富合ロイヤルバス車庫
昼行1往復運行。朝に福岡行きが、夜に熊本行きが運行される。トイレなし4列シートの車両を使用。
2016年10月頃より運休。
京都・大阪（難波・梅田・USJ）・神戸（三宮） ⇔ 北九州・福岡・久留米・熊本
京都駅八条口 - WILLERバスターミナル大阪梅田 - 神戸三宮 - 小倉駅新幹線口KMMビル東 - 博多駅筑紫口（合同庁舎前） - 西鉄久留米駅東口 - 辛島町ドーミーインホテル前 - 熊本駅前 - 富合ロイヤルバス車庫
さくらバスフロア難波 - WILLERバスターミナル大阪梅田 - ユニバーサル・スタジオ・ジャパン - 神戸三宮 - 小倉駅新幹線口KMMビル東 - 博多駅筑紫口（合同庁舎前） - 榎田ロイヤルバス車庫
夜行。京都 - 熊本間と、大阪 - 福岡間が1往復ずつ運行される。京都 - 熊本間はトイレ付き独立3列シート車、大阪 - 福岡間はコンビバス（トイレ付き前部2列+1列シート・後部4列シート）を使用する。
2017年9月末日をもって定期運行と京都・久留米・熊本への発着を休止し、以後は上記の大阪 - 福岡間が多客期のみ運行される。
ツアーバス時代は、福岡市・天神や東京ディズニーランドにも乗り入れていた。また、末期は埼玉県のエポック観光、千葉県のオートウィル、大阪府のオオキタ・千博キャリーネット、福岡県の富士観光バス等、初期（2007年頃）は福岡県のテクノ観光バスや新北九州観光バス、篠栗観光バス、那珂川観光バス、大分県の八雲観光などに運行委託していた。その他にも栃木県の彩京観光、鹿児島県のあいら観光、あづま交通、京都府のへいあんバスなどにも運行委託した時期がある。
ロイヤルエクスプレスのサイトでは、WILLER EXPRESSの予約発券も取り扱っている他、楽天トラベルなどでも予約を取り扱う。

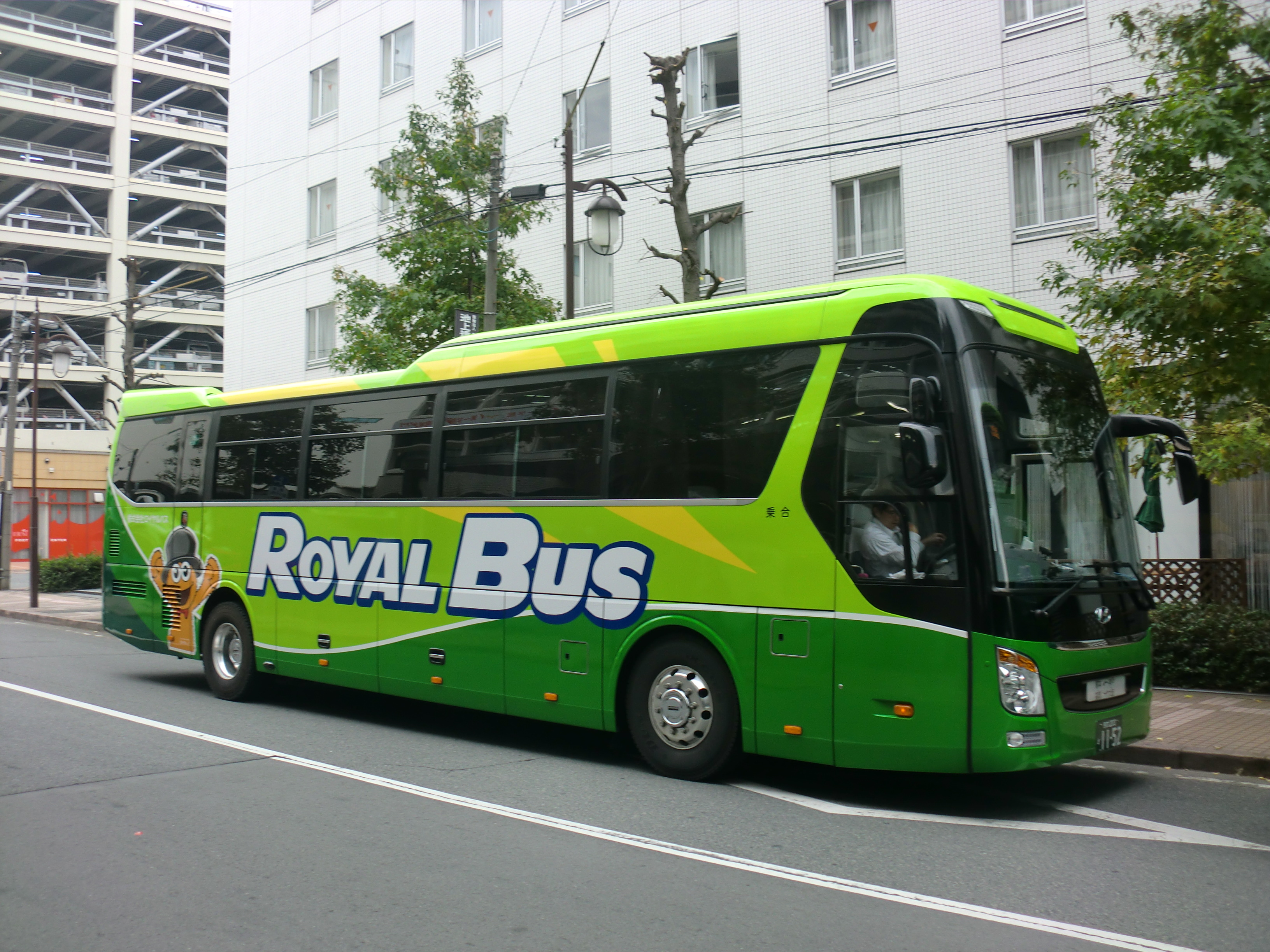
熊本・辛島町ドーミーイン前に停車中のロイヤルエクスプレス
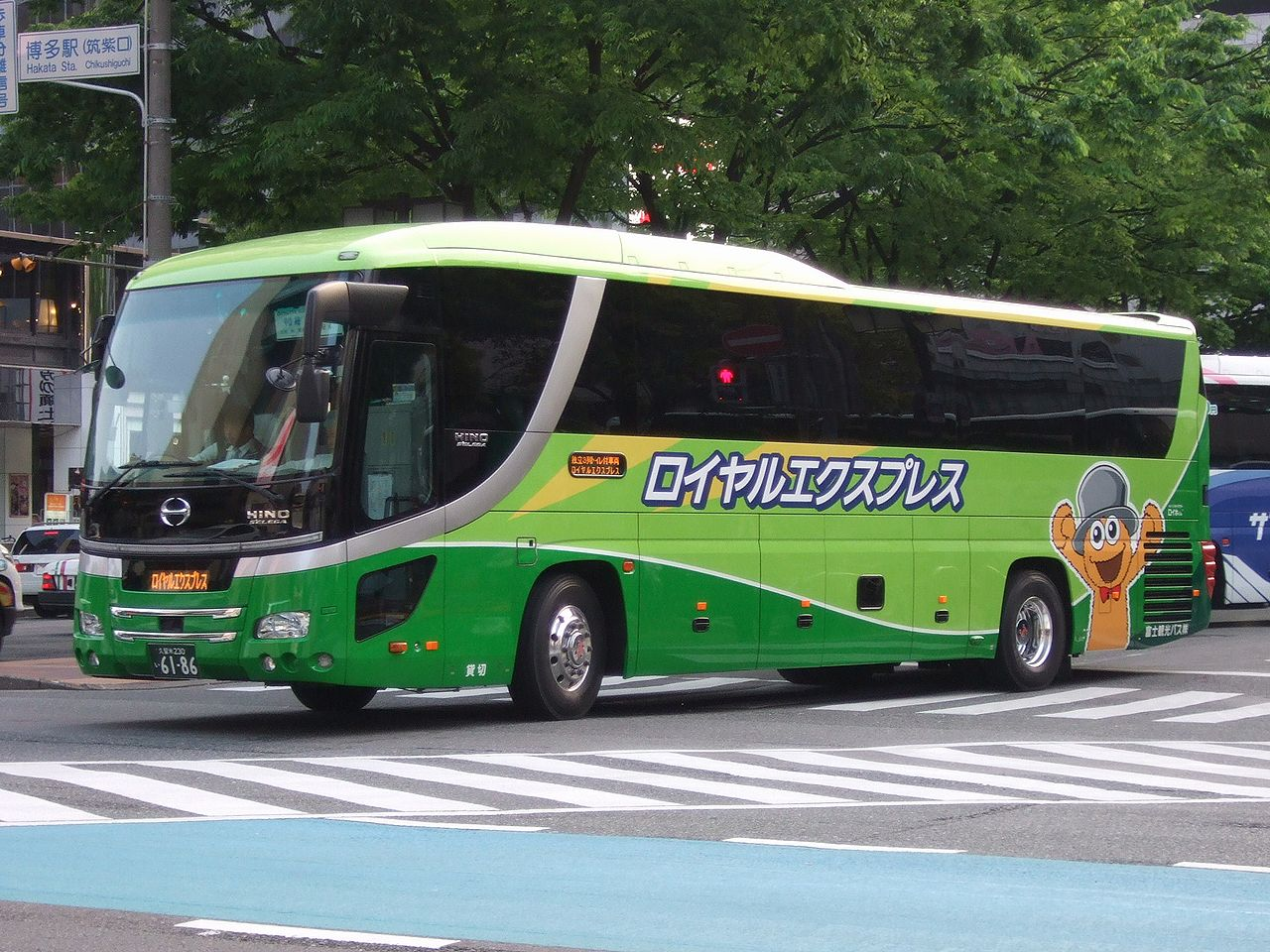
ツアーバス時代のロイヤルエクスプレス90号車　富士観光バス（福岡県）担当便、ロイヤルエクスプレスカラーの独立3列シート車両
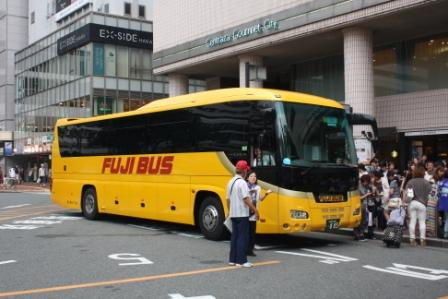
ツアーバス時代のロイヤルエクスプレス96号車　富士観光バス（福岡県）担当便
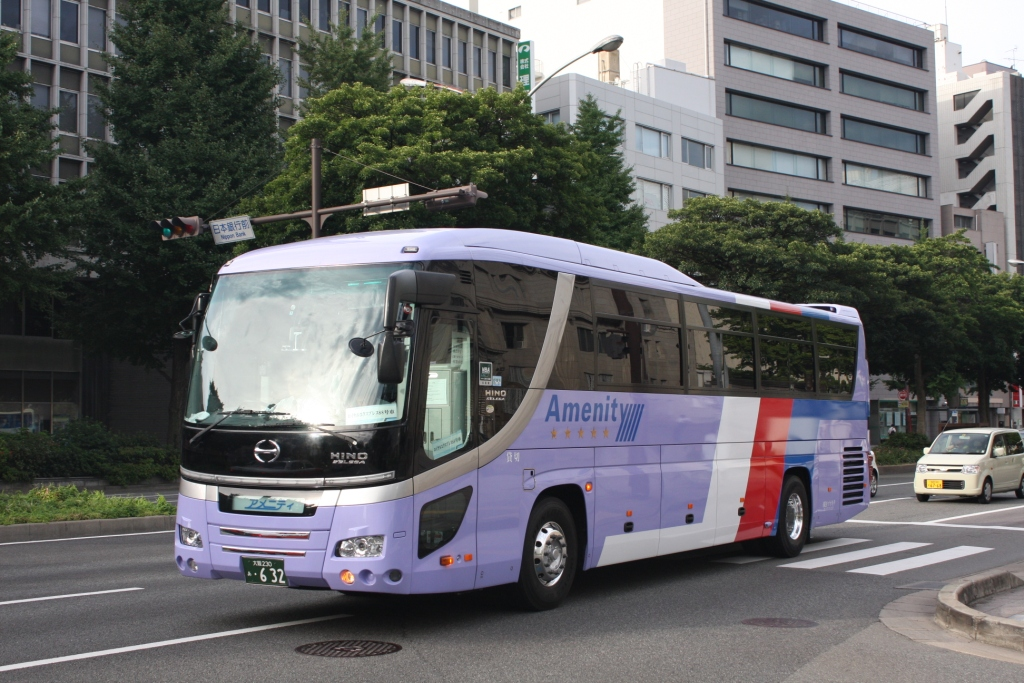
ツアーバス時代のロイヤルエクスプレス88号車　オオキタ（大阪府）担当便
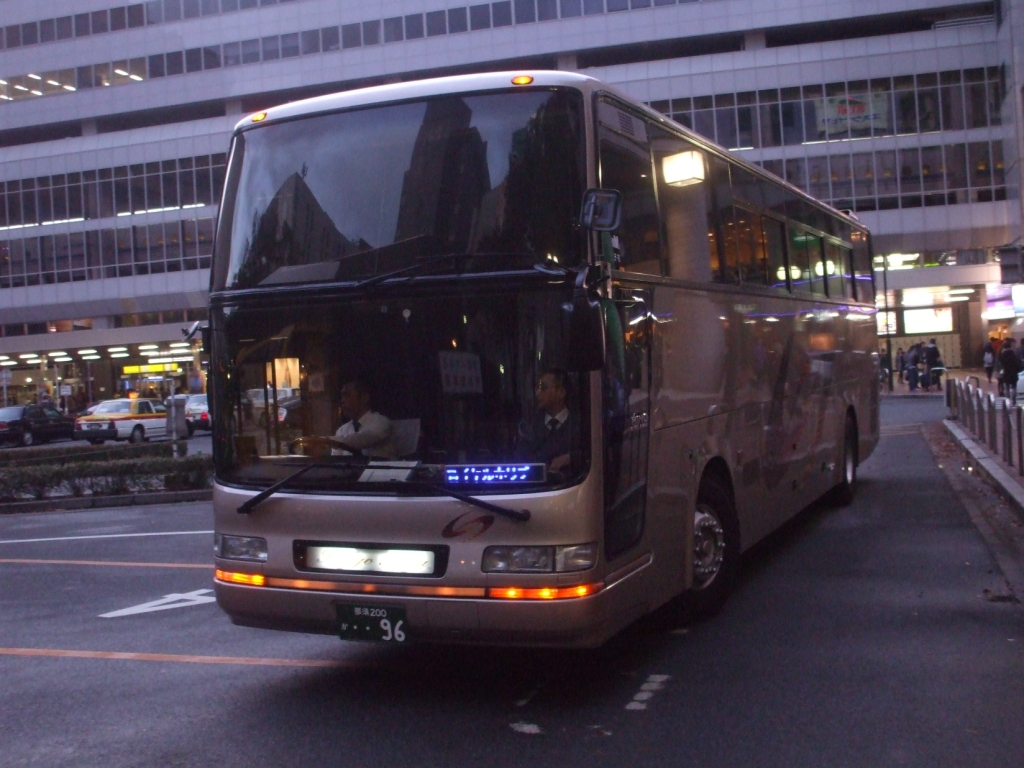
ツアーバス時代のロイヤルエクスプレス96号車　彩京観光（栃木県）担当便

### HEARTSエアポートバス

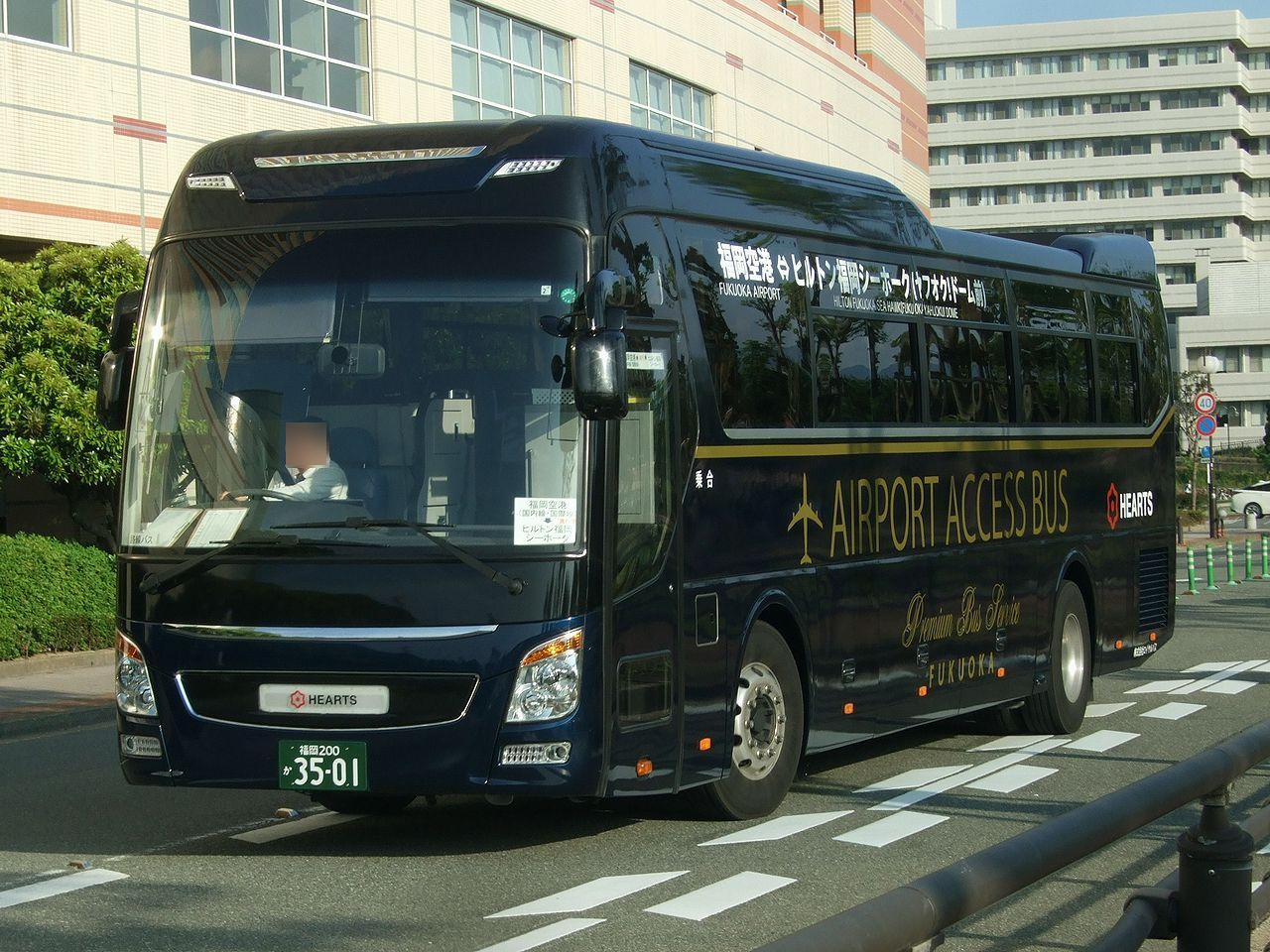
福岡エアポートアクセスバス（HEARTSエアポートバス）

福岡空港と福岡市市街地の博多駅地区・天神を結ぶ路線。福岡空港アクセス利便性の向上を目的として、国家戦略特区の特例を活用し、2017年4月27日より運行されている。
5往復の運行。運賃は600円であり、並行する西鉄バスや地下鉄に比べ高額に設定されている。大型ハイデッカー車の専用車を使用する。
かつては福岡空港 - ヒルトン福岡シーホーク間の運行で、キャナルシティ博多や百道も経由し、運行本数も20本以上あったが、2020年3月17日より新型コロナウイルス感染症の流行のため運休し、2024年12月3日より運行再開したのちは福岡空港 - 博多駅・天神間の運行となっている。
経由地
福岡空港国内線 - 福岡空港国際線 - HEARTSバスステーション博多 - 天神（福岡市役所前）
- 2017年4月27日 運行開始。全便福岡空港 - ヒルトン福岡シーホーク間の直行。ヒルトン福岡シーホーク行きが10時台から20時台まで18本、福岡空港行きが6時台から12時台まで8本運行。
- 2017年7月15日 ダイヤ改正。福岡空港行き午後・夕方の運行を開始。ヒルトン福岡シーホーク行き11本、福岡空港行き14本に増減便。大半がキャナルシティ博多・天神に停車となる（直行1.5往復）。
- 2018年12月16日 ダイヤ改正。12.5往復（うち直行4.5往復）に増減便。各停便がHEARTSバスステーション博多に停車。
- 2019年4月1日 ダイヤ改正。7往復（直行・通常各3.5往復）に減便。
- 2020年3月17日 この日より新型コロナウイルス感染症の流行のため運休。
- 2024年12月3日 運行再開。福岡空港 - 天神間の運行、5往復となる。